# Rozrazil klasnatý
Rozrazil klasnatý (Veronica spicata) je rostlina, vytrvalá bylina z čeledě jitrocelovité (Plantaginaceae). Kvete v červnu až září. Rozrazil klasnatý je původním druhem v Evropě a Africe. Druh je pěstován jako okrasná rostlina v různě barevných kultivarech na zahradních záhonech nebo ve skalkách či suchých zídkách. Preferuje slunečné polohy a propustné půdy, je vhodný i pro místa bez zálivky. Množí se semeny, ale i dělením trsů.

## Popis
Rozrazil je vysoký 20–70 cm. Listy jsou dlouze vejčité, v přízemní růžici, z níž vybíhají stonky s klasovitým květenstvím. Květ je fialový či růžový. Kalich čtyřcípý, chlupatý, téměř až k bázi dělený, květy kratičce stopkaté nebo přisedlé, koruna dvoupyská. Plodem je tobolka.

## Synonyma

### Vědecké názvy
Podle biolib.cz je pro rostlinu s označením Veronica spicata používáno více rozdílných názvů, například Hedystachys spicata, Pseudolysimachion porphyrianum, Veronica clusii, Veronica hybrida, Veronica longifolia a mnoho dalších.

### České názvy
Podle biolib.cz je pro rostlinu s označením rozrazil klasnatý používáno více rozdílných názvů, například čestec klasnatý
nebo úložník klasnatý.